# Cephalaria
Cephalaria és un gènere de plantes angiospermes de la família de les caprifoliàcies (Caprifoliaceae). Son natives d'Europa, Àfrica (nord, tropical i sud), Orient Mitjà, i l'Àsia central.

## Taxonomia
Aquest gènere va ser publicat per primer cop l'any 1818 al tercer volum de l'obra Systema vegetabilium: secundum classes, ordines, genera, species. Cum characteribus differentiis et synonymis. Editio nova, speciebus inde ab editione XV. Detectis aucta et locupletata, editada pels botànics alemanys Johann Jacob Roemer (1763-1819) i Josef August Schultes (1773-1831).

### Espècies
Dins del gènere Cephalaria es reconeixen les 101 espècies següents:
- Cephalaria adiyamanensis Yıld.
- Cephalaria alpina (L.) Roem. & Schult.
- Cephalaria ambrosioides (Sm.) Roem. & Schult.
- Cephalaria anamurensis Göktürk & Sümbül
- Cephalaria anatolica Shkhiyan
- Cephalaria aristata K.Koch
- Cephalaria armeniaca Bordz.
- Cephalaria armerioides Szabó
- Cephalaria armoraciifolia Bobrov
- Cephalaria attenuata (L.f.) Roem. & Schult.
- Cephalaria axillaris Hausskn. ex Bornm.
- Cephalaria aytachii Göktürk & Sümbül
- Cephalaria balansae Raus
- Cephalaria balkharica E.A.Busch
- Cephalaria beijiangensis Y.K.Yang, J.K.Wu & Sayit
- Cephalaria bojnordensis Ranjbar & Z.Ranjbar
- Cephalaria brevipalea (Sommier & Levier) Litv.
- Cephalaria calcarea Albov
- Cephalaria cedrorum Mouterde
- Cephalaria chaldoranensis Ranjbar & Z.Ranjbar
- Cephalaria cilicica Boiss. & Kotschy
- Cephalaria cilodaghensis Ranjbar & Z.Ranjbar
- Cephalaria coriacea (Willd.) Roem. & Schult.
- Cephalaria dagestanica Bobrov
- Cephalaria davisiana Göktürk & Sümbül
- Cephalaria decurrens (Thunb.) Roem. & Schult.
- Cephalaria demetrii Bobrov
- Cephalaria demirizii Göktürk & Sümbül
- Cephalaria dichaetophora Boiss.
- Cephalaria dirmilensis Hub.-Mor.
- Cephalaria duzceensis Aksoy & Göktürk
- Cephalaria ekimiana Göktürk & Sümbül
- Cephalaria elazigensis Göktürk & Sümbül
- Cephalaria elmaliensis Hub.-Mor. & V.A.Matthews
- Cephalaria fanourii Perdetzoglou & Kit Tan
- Cephalaria flava (Sm.) Szabó
- Cephalaria foliosa Compton
- Cephalaria galpiniana Szabó
- Cephalaria gazipashensis Sümbül
- Cephalaria gigantea (Ledeb.) Bobrov
- Cephalaria goetzei Engl.
- Cephalaria golestanica Ranjbar & Z.Ranjbar
- Cephalaria hakkiarica V.A.Matthews
- Cephalaria hirsuta Stapf
- Cephalaria humilis (Thunb.) Roem. & Schult.
- Cephalaria integerrima (Bornm.) Ranjbar & Z.Ranjbar
- Cephalaria integrifolia Napper
- Cephalaria isaurica V.A.Matthews
- Cephalaria joppensis (Rchb.) Coult. ex DC.
- Cephalaria juncea Boiss.
- Cephalaria katangensis Napper
- Cephalaria kesruanica Mouterde
- Cephalaria kleinii Ranjbar & Z.Ranjbar
- Cephalaria kotschyi Boiss. & Hohen.
- Cephalaria kurdistanica Maroofi, Tabad & Rastegar
- Cephalaria kutahyaensis Yıld.
- Cephalaria laevigata (Waldst. & Kit.) Schrad.
- Cephalaria leucantha (L.) Roem. & Schult.
- Cephalaria litvinovii Bobrov
- Cephalaria lycica V.A.Matthews
- Cephalaria mauritanica Pomel
- Cephalaria media Litv.
- Cephalaria microcephala Boiss.
- Cephalaria microdonta Bobrov
- Cephalaria nachiczevanica Bobrov
- Cephalaria natalensis Kuntze
- Cephalaria oblongifolia (Kuntze) Szabó
- Cephalaria paphlagonica Bobrov
- Cephalaria pastricensis Dörfl. & Hayek
- Cephalaria peshmenii Sümbül
- Cephalaria petiolata Compton
- Cephalaria procera Fisch. & Avé-Lall.
- Cephalaria pungens Szabó
- Cephalaria qeydarensis Ranjbar & Z.Ranjbar
- Cephalaria radiata Griseb. & Sohenk
- Cephalaria retrosetosa Engl. & Gilg
- Cephalaria rigida (L.) Roem. & Schult.
- Cephalaria salicifolia Post
- Cephalaria scabra (L.f.) Roem. & Schult.
- Cephalaria scoparia Contandr. & Quézel
- Cephalaria setosa Boiss. & Hohen.
- Cephalaria sparsipilosa V.A.Matthews
- Cephalaria speciosa Boiss. & Kotschy
- Cephalaria squamiflora (Sieber) Greuter
- Cephalaria stapfii Hausskn. ex Bornm.
- Cephalaria stellipilis Boiss.
- Cephalaria sublanata (Bornm.) Szabó
- Cephalaria sumbuliana Göktürk
- Cephalaria syriaca (L.) Roem. & Schult.
- Cephalaria szaboi Hayek
- Cephalaria taurica Szabó
- Cephalaria tchihatchewii Boiss.
- Cephalaria tenella Payne ex Boiss.
- Cephalaria torbatejamensis Ranjbar & Z.Ranjbar
- Cephalaria transcaucasica (Bobrov) Galushko
- Cephalaria transsylvanica (L.) Roem. & Schult.
- Cephalaria tuteliana Kuș & Göktürk
- Cephalaria uralensis (Murray) Roem. & Schult.
- Cephalaria velutina Bobrov
- Cephalaria wilmsiana Szabó
- Cephalaria zeyheriana Szabó

### Sinònims
Els següents noms científics són sinònims heterotípics de Cephalaria:
- Cephalodes St.-Lag.
- Cerionanthus Schott ex Roem. & Schult.
- Lepicephalus Lag.
- Leucopsora Raf.
- Phalacrocarpus (Boiss.) Tiegh.
- Xetola Raf.

## Usos
L'espècie Cephalaria leucantha, anomenada falla o faia es fa servir en festes típiques (Fia-Faia) en diversos llocs de Catalunya.
Com a plantes ornamentals, diverses espècies especialment Cephalaria gigantea, que fa dos metres d'alt.
L'anàlisi química de diverses espècies d'aquest gènere mostren la presència de triterpenoides, iridoides, flavonoides, alcaloides i glucòsids lignans. Algunes d'aquestes substàncies mostren propietats antifúngiques, antimicrobianes. antioxidants i citotòniques per això es fan servir amb finalitats mèdiques agrícoles i veterinàries.